# Grabmal der Familie Vibrans
Das Grabmal der Familie Vibrans befindet sich auf dem Calvörder Friedhof an der Velsdorfer Straße und steht unter Denkmalschutz.

## Geschichte und Architektur
Dieses Denkmal ist für die Heimat- und Ortsgeschichte der Calvörder von besonderer Bedeutung. Das Denkmal befindet sich rechts neben dem Haupteingang und ist von großen, alten Eichen umgeben. Die Familie Vibrans stellte mehrere Jahrhunderte den Bürgermeister der Gemeinde Calvörde.
Das Grabmal besteht aus drei Grabplatten und einer Stele mit Vasenbekrönung. Die Grabplatten gehören der Familie Vibrans, datiert: † 1790, † 1806 und † 1899. Die Stele wurde Elisabeth Böwingen aus Vorsfelde († 1790) gewidmet.

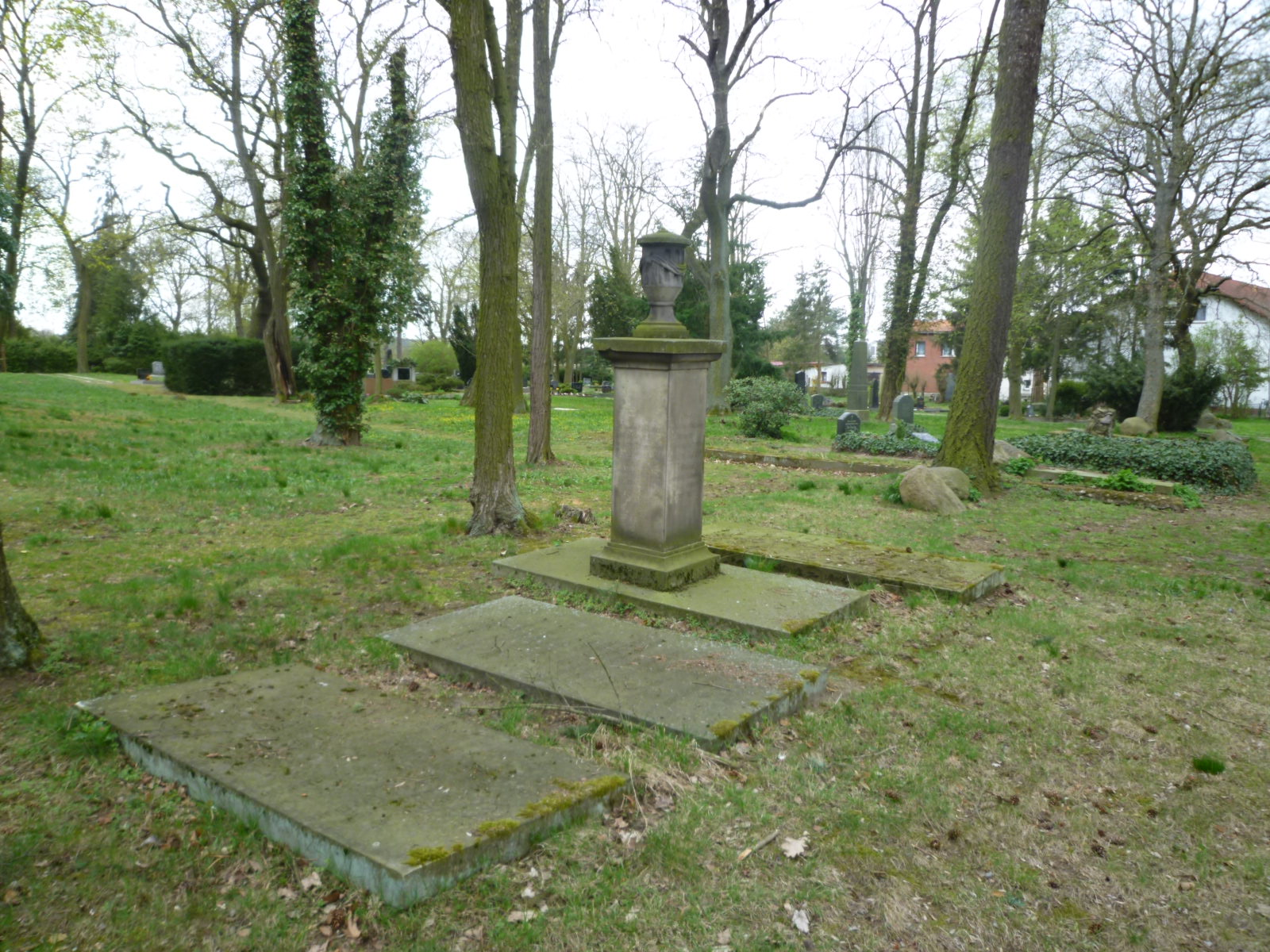
Grabmal, Ansicht vorne links, 2011
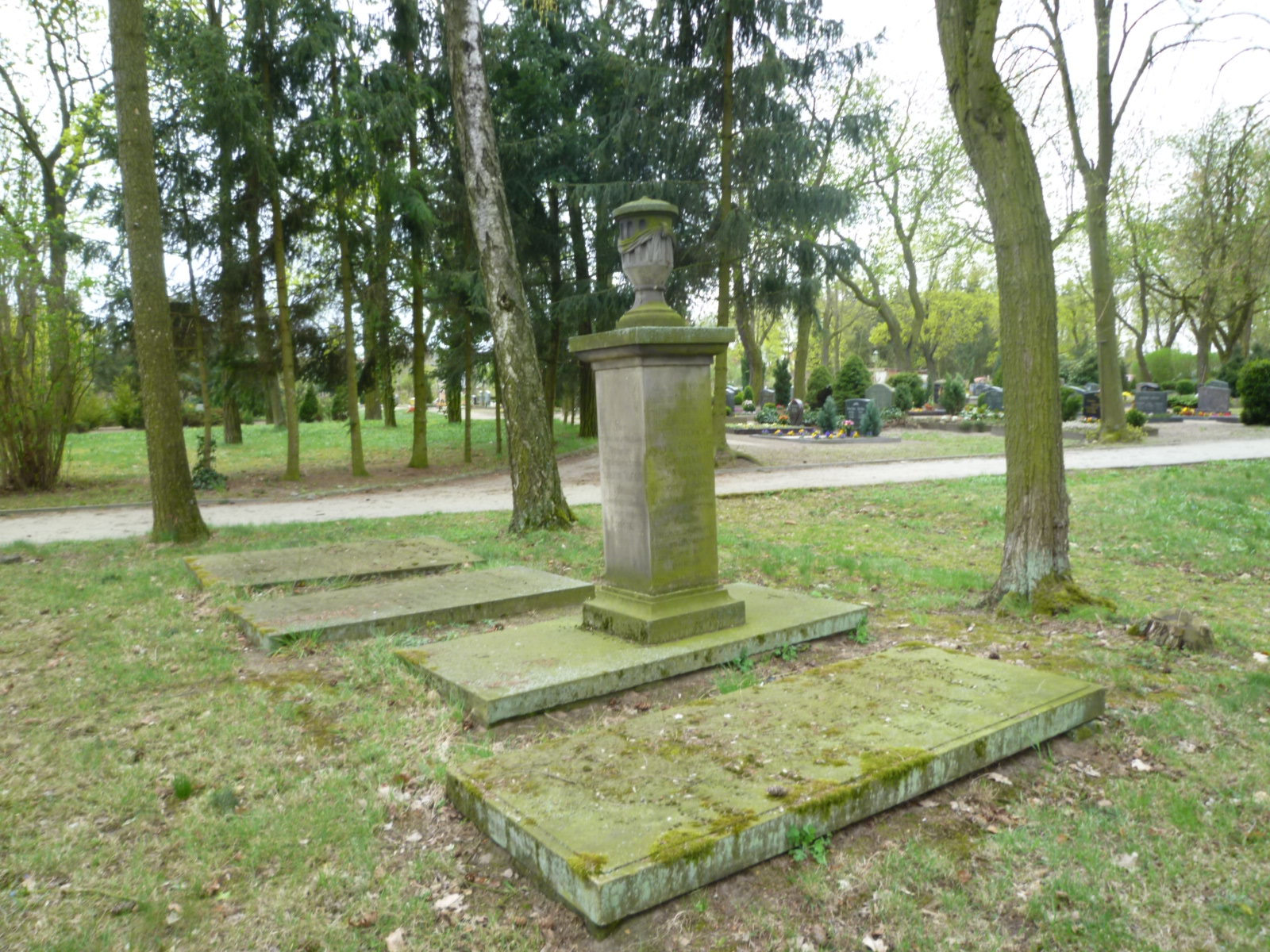
Grabmal mit Stele, Ansicht vorne rechts, 2011
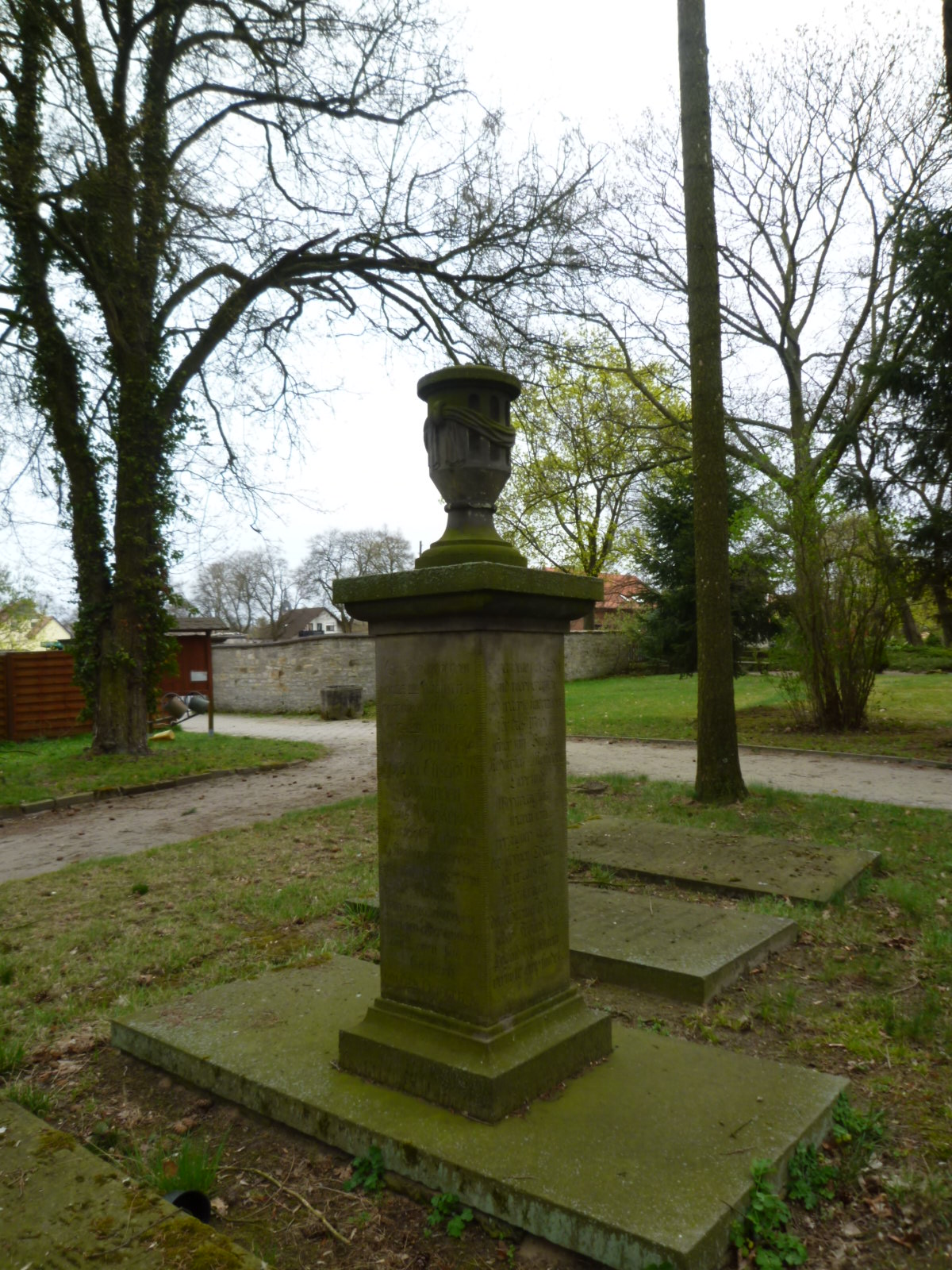
Stele, Ansicht hinten links, 2011
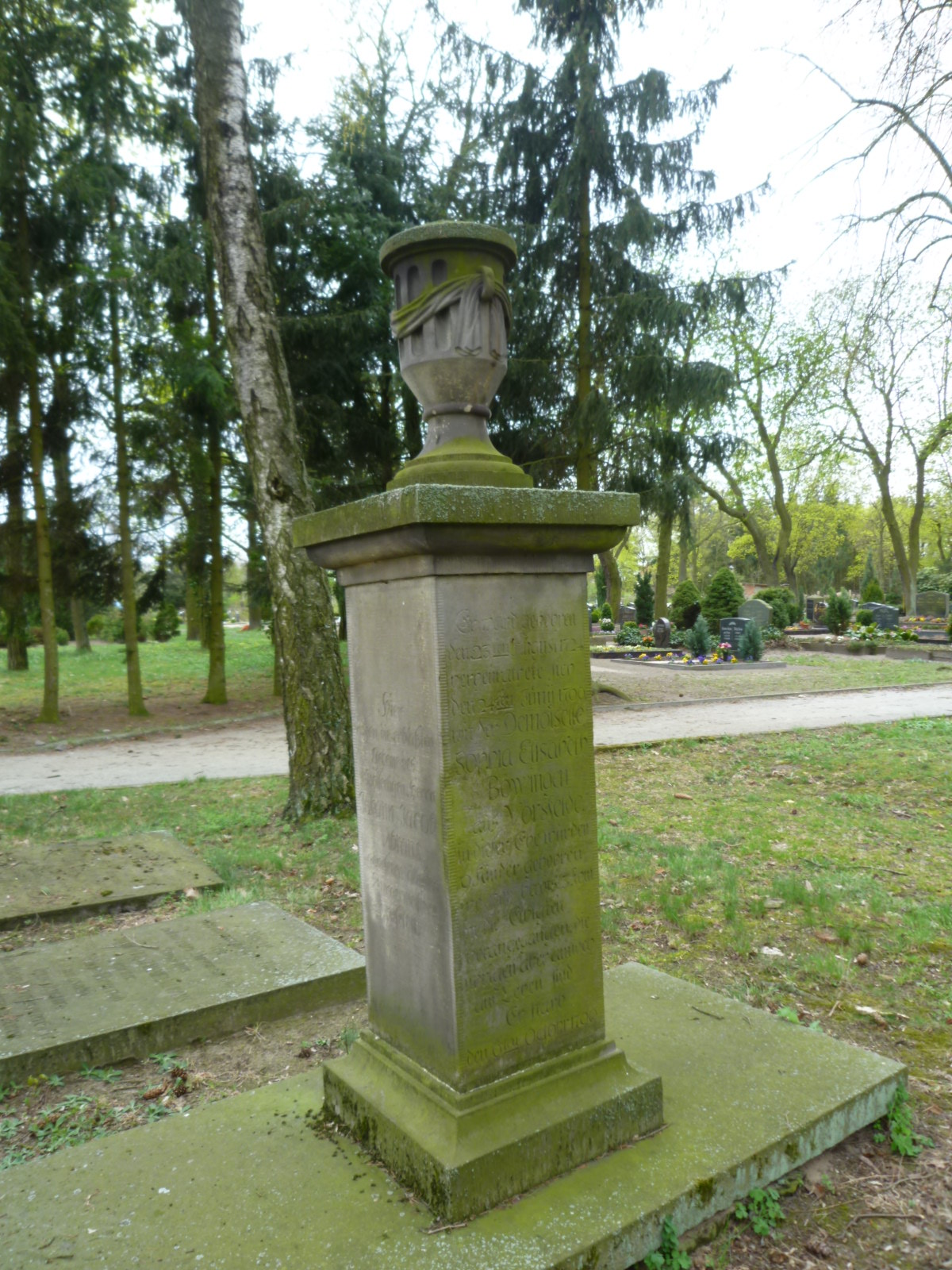
Stele im April 2011